# آلنا ییف
آلنا ییف (عبری: אלונה איב‎؛ زادهٔ ۳۰ نوامبر ۱۹۷۹) هنرپیشه، کارگردان فیلم، بازیگر تئاتر، و کارگردان اهل اسرائیل است.